# Wendelsheim
Wendelsheim ist eine Ortsgemeinde im Landkreis Alzey-Worms in Rheinland-Pfalz. Sie gehört der Verbandsgemeinde Wöllstein an.

## Geographie
Die Weinbaugemeinde Wendelsheim liegt im größten Weinbau treibenden Landkreis Deutschlands und mitten im Weinanbaugebiet Rheinhessen. Durch Wendelsheim fließen der Wiesbach und der Finkenbach (Wiesbach).

## Geschichte

### Vorgeschichte
Keltische Funde belegen aber schon Siedlungen in vorgeschichtlicher Zeit. Wie bei allen Orten in der Region mit der Endung „-heim“ dürfte es sich um eine fränkische Siedlung handeln.

### Mittelalter
Die älteste erhaltene Erwähnung von Wendelsheim, als Wendilsheim, steht im  Lorscher Codex und stammt aus dem Jahr 766.
Wendelsheim gehörte wohl zu den ältesten Besitzungen der Wildgrafen. Es wird vermutet, dass es zu dem Amtsgut gehörte, mit dem die Emichonen als Untergrafen der Salier ausgestattet worden waren. Seit 1370 bestanden nachweislich grundherrliche Rechte des Pfalzgrafen Ruprecht I. an Wendelsheim. Um 1380 wurde der Ort an Pfalzgraf Ruprecht den Jungen und  von 1438 bis 1452 an Pfalzgraf Ludwig IV verpfändet.
1398 und 1409 ist Wendelsheim ein pfalzgräfliches Lehen des Rheingrafen Johann von Dhaun zu Rheingrafenstein. Die Rheingrafen traten Anfang des 15. Jahrhunderts das Erbe der ausgestorbenen Wildgrafen an und nannten sich nun Wild- und Rheingrafen. Mittelalterliche Quellen bezeichnen den Grafen von Dhaun als obersten Vogt und rechtmäßigen Gerichtsherren des Dorfes und der Gemarkung Wendelsheim.
Von 1475 bis zur französischen Revolution stand Wendelsheim unter der Herrschaft der Grafen von Salm, wie sich die Rheingrafen ab 1459/1475 nannten, nachdem sie das Erbe der Grafen von Salm (Obersalm) angetreten hatten.

### Neuzeit
Nach der Einnahme des linken Rheinufers durch französische Revolutionstruppen wurde die Region 1793 von Frankreich annektiert. 
 Verzögert durch die Koalitionskriege wurde die Annexion erst nach 1797 konsolidiert und Wendelsheim gehörte von 1798 bis 1814 zum Kanton Alzey im Departement Donnersberg. Gerichtlich war im Bereich des Kantons für die Zivilgerichtsbarkeit das Friedensgericht Alzey zuständig, für die Angelegenheiten der freiwilligen Gerichtsbarkeit im übrigen Notariate.
Aufgrund 1815 auf dem Wiener Kongress getroffener Vereinbarungen und eines 1816 zwischen dem Großherzogtum Hessen, Österreich und Preußen geschlossenen Staatsvertrags kam Rheinhessen, und damit auch die Gemeinde Wendelsheim, zum Großherzogtum Hessen, das das neu erworbene Gebiet als Provinz Rheinhessen organisierte. Nach der Auflösung der Kantone in der Provinz kam der Ort 1835 zum neu errichteten Kreis Alzey, zu dem er bis 1969 gehörte.
Das Friedensgericht Alzey wurde 1879 aufgelöst und durch das Amtsgericht Alzey ersetzt.
Nach dem Zweiten Weltkrieg gehörte die Gemeinde zur französischen Besatzungszone und wurde 1946 Teil des neu gebildeten Landes Rheinland-Pfalz.

### Kirchengeschichte
Durch die „Wörrstädter Union“ im Jahr 1822 wurden alle rheinhessischen Gemeinden unierten Bekenntnisses, d. h. die vorher selbständig nebeneinander existierenden protestantischen Kirchen (die lutherische und die reformierte), zur „evangelischen Kirche“ zusammengeschlossen.

## Politik

### Gemeinderat
Der Gemeinderat in Wendelsheim besteht aus 16 Ratsmitgliedern, die bei der Kommunalwahl am 9. Juni 2024 in einer personalisierten Verhältniswahl gewählt wurden, und der ehrenamtlichen Ortsbürgermeisterin als Vorsitzender.
Die Sitzverteilung im Gemeinderat:
| Wahl | SPD | CDU | FWG | Gesamt   |
| ---- | --- | --- | --- | -------- |
| 2024 | 6   | 6   | 4   | 16 Sitze |
| 2019 | 7   | 4   | 5   | 16 Sitze |
| 2014 | 5   | 5   | 6   | 16 Sitze |
| 2009 | 6   | 4   | 6   | 16 Sitze |
| 2004 | 6   | 5   | 5   | 16 Sitze |

- FWG = Freie Wählergruppe Wendelsheim e. V.

### Ortsbürgermeister(in)
- Jakob Schwind (bis 2004)
- Hans-Ludwig Kilian (2004–2019)
- Christine Knuth (seit 2019)

Bei der Direktwahl am 26. Mai 2019 wurde Christine Knuth mit einem Stimmenanteil von 70,28 % in ihr Amt gewählt. Bei der Direktwahl am 9. Juni 2024 setzte sie sich mit 50,3 % gegen einen Mitbewerber durch.

### Wappen
| Wappen von Wendelsheim | Blasonierung: „Durch eine eingebogene rote Spitze geteilt von Gold und Silber; rechts ein silbergekrönter roter Löwe, links in silbernem Feld ein blauer Balken und in der Spitze zwei rechts- und linkshin gewendete Fische, bewinkelt von vier goldenen Tatzenkreuzen.“ |
| Wappen von Wendelsheim | Wappenbegründung: Im Wendelsheimer Wappen finden sich drei Bezüge: einmal der Löwe der Wild- und Rheingrafen, die beiden Salme (Lachse) der Grafen zu Salm und auf blauem Grund der silberne Balken der Herren von Vinstingen (heute Fénétrange).                         |

### Partnerschaften
Wendelsheim unterhält freundschaftliche Beziehungen mit der französischen Gemeinde Messein im Département Meurthe-et-Moselle sowie zu Wendelsheim (Rottenburg).

## Sehenswürdigkeiten
- Schinderhanneshöhle

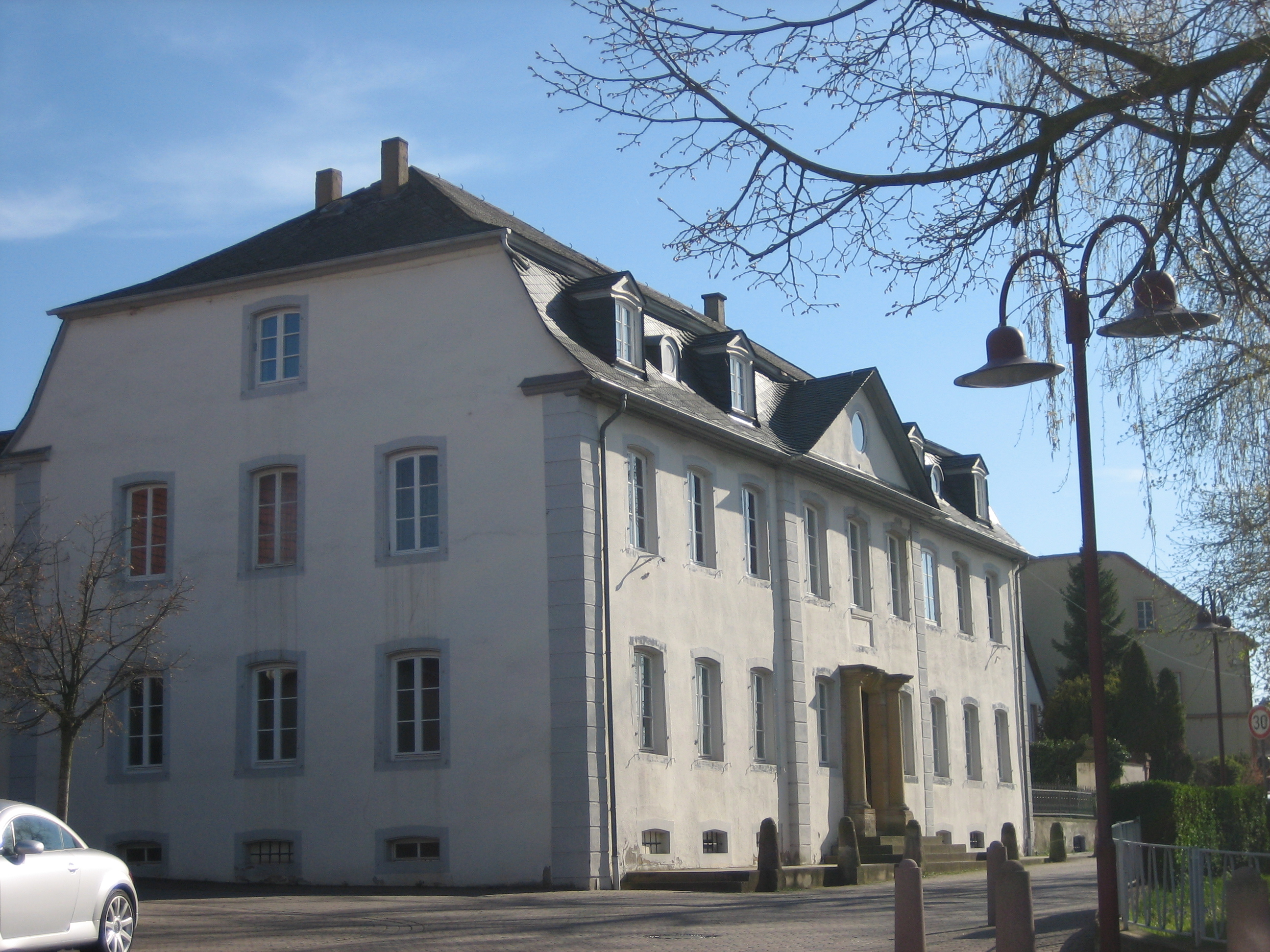
Rheingräfliches Schloss

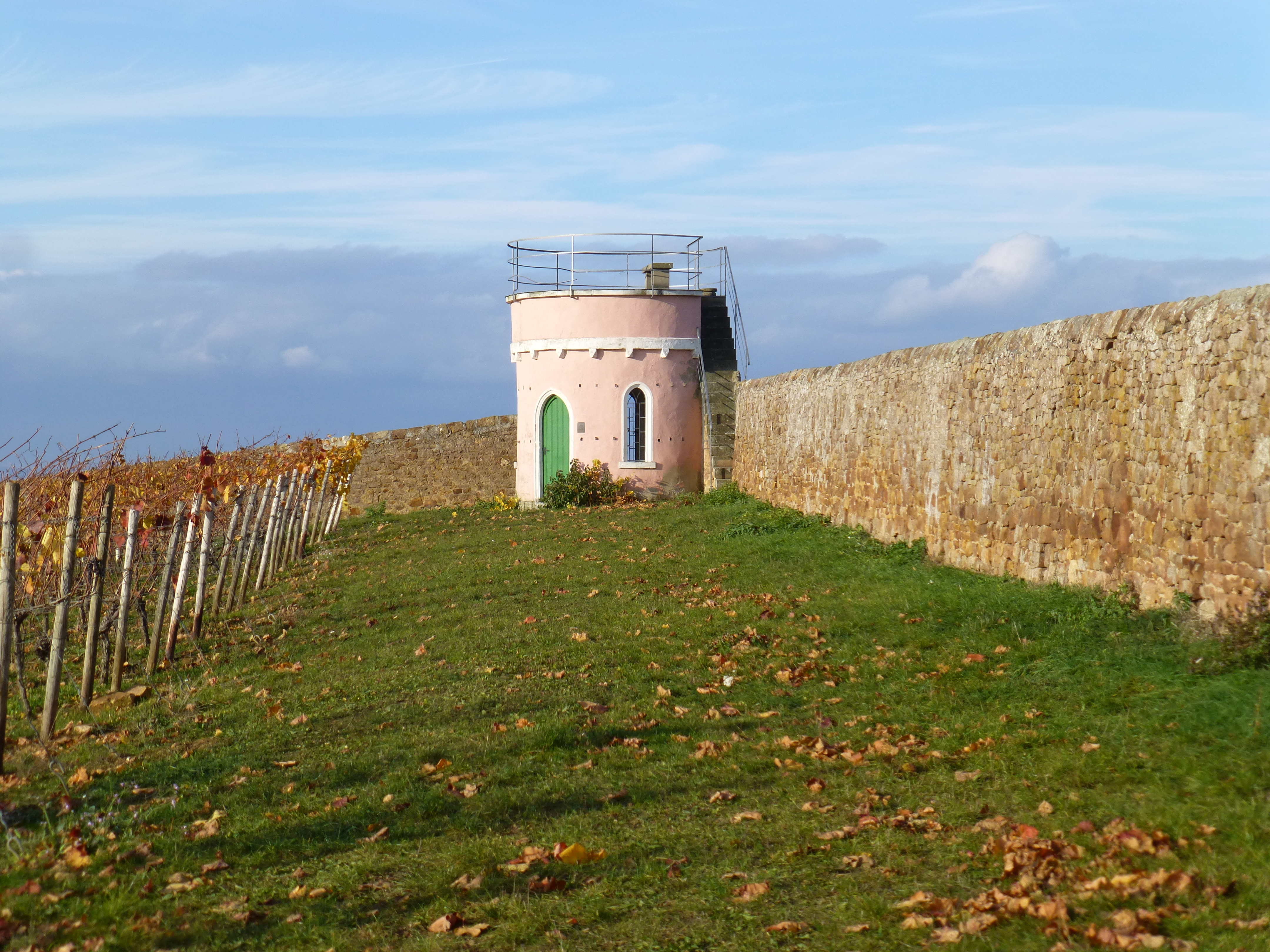
Neugotisches Weinbergshäuschen

- Weinbergshäuschen mit Aussichtsplattform und Trullo
- Bannmühle, Hasselmühle, Rübenmühle
- Salmsches Schloss – erbaut 1758 unter Rheingraf Carl Magnus  von Johann Leonard Reichel
- Teufelsrutsch-Felsen
- St.-Martin-Kirche
- Geburtshaus von Friedrich Christian Laukhard und Laukhard Denkmal
- Elsa-Schmitt-Turm, 2019 errichteter 11,8 Meter[11] hoher Aussichtsturm[12]

Siehe auch: Liste der Kulturdenkmäler in Wendelsheim

## Wirtschaft und Infrastruktur
- Der Hochtechnologiepark Mikroforum ist ein großer Arbeitgeber. Der Weinbau spielt für die gesamte Region eine wichtige Rolle.
- Ehemaliger Bahnhof der Wiesbachtalbahn

## In Wendelsheim geboren
- Ludwig Block (1860–1930), Oberforstmeister
- Heinrich Hörlein (1882–1954), Chemiker und Wehrwirtschaftsführer
- Karl Lahr (1899–1974), Landwirt, Verbandsfunktionär und Politiker
- Friedrich Christian Laukhard (1757–1822), Schriftsteller